# Can Ballot
Can Ballot és una casa d'Argentona (Maresme) inclosa a l'Inventari del Patrimoni Arquitectònic de Catalunya.

## Descripció
És una casa pairal, de teulada a quatre vessants, amb planta baixa, pis i golfes. Presenta dues terrasses laterals de menor alçada que la part principal de tres cossos. La planta baixa és coberta per voltes d'arc rebaixat amb llunetes a l'entrada i a la cuina. El celler fa 9 m d'amplada i està cobert per arcs rebaixats d'obra. A la clau de la llinda de la porta d'entrada al celler hi ha gravada la data 1759. La coberta de les golfes és feta de bigues sense escairar. L'escala de la casa, fins a les golfes, és al cantó dret. L'alçada és major que la d'altres masies.

## Història
Actualment Can Ballot és propietat del matrimoni Vallmajor-Gallifa. Abans del gran casal existia una masia que des del segle xiv fou propietat dels Feliu, passant després als Ametller i d'aquesta família als Ballot. A la banda dreta havia tingut una capella.